# خطوط بو
خطوط بو (بالإنجليزية: Beau's lines)‏ هي أخاديد عميقة تمتد على عرض الظفر. قد تبدو مثل التلال في صفيحة الظفر.:657 تم تسمية هذه الحالة من قبل طبيب الفرنسي اسمه جوزيف هونوري سيمون بو (1806-1865)، الذي وصفها لأول مرة في عام 1846.

## الأسباب
لخطوط بو عدة أسباب كلها تؤدي إلى توقف مؤقت لانقسام الخلايا في مصفوفة الظفر. تشمل هذه الأسباب:
- صدمات أو إصابات المحلية: قد يكون سببها المونيكيور، هوس نتش الأظافر أو الأحذية الضيقة
- أمراض جلدية محلية (كالتهاب الجلد والتهاب حول الظفر)
- بعض العقاقير (كالعلاج الكيميائي)
- عدوى فيروسية (كمرض اليد والقدم والفم)
- مرض الفقاع
- داء كاواساكي